# جيف وانسوتت
جيف وانسوتت هو لاعب تايكوندو وممثل كندي، ولد في 8 مايو 1956 في كندا.

## أعمال

### أفلام
- (1986) ذا بوي ان بلو
- (2010) غير قابل للإيقاف[4][5]

### مسلسلات
- 24
- جاغ
- ذا غود وايف

## ترشيحات
ترشيحات
- Canadian Screen Award for Best Actor in a Continuing Leading Dramatic Role [الإنجليزية]‏ (1986)

## وصلات خارجية
- جيف وانسوتت على موقع IMDb (الإنجليزية)
- جيف وانسوتت على موقع ألو سيني (الفرنسية)
- جيف وانسوتت على موقع أول موفي (الإنجليزية)
- جيف وانسوتت على موقع قاعدة بيانات الأفلام السويدية (السويدية)
- جيف وانسوتت على موقع قاعدة بيانات الفيلم (الإنجليزية)
- جيف وانسوتت على موقع كينوبويسك (الروسية)